# Carla Dik-Faber
Carla Dik-Faber (Voorburg, 6 de mayo de 1971) es una política neerlandesa que actualmente ocupa un escaño en el Segunda Cámara de los Estados Generales para el período legislativo 2012-2017 por el Unión Cristiana (ChristenUnie).
Dik-Faber estudió Historia del Arte en la Universidad de Utrecht. Una vez finalizados sus estudios trabajó como operador político en el Maatschappelijke Ondernemers Groep y más tarde ejerció su profesión de manera independiente. Ocupó un puesto en el concejo de Veenendaal y en el Consejo Provincial de Utrecht antes de ingresar al parlamento el 20 de septiembre de 2012. En nombre de su partido, es representante en la Benelux Interparlementaire Assemblee.